# Polnische Meisterschaften im Skilanglauf 2024
Die Polnischen Meisterschaften im Skilanglauf 2024 fanden vom 25. bis zum 27. März 2024 in Štrbské Pleso statt. Ausgetragen wurden 10 km, Sprint und Staffelrennen. Bei den Männern siegte Maciej Staręga im Sprint und Dominik Bury über 10 km. Bei den Frauen holte Izabela Marcisz die Meistertitel im Sprint und über 10 km. Das Staffelrennen der Männer gewann der KS AZS-AWF Katowice und bei den Frauen der NKS Trójwieś Beskidzka.

## Ergebnisse Herren

### Sprint Freistil
| Platz | Name              | Verein                 |
| ----- | ----------------- | ---------------------- |
| 1     | Maciej Staręga    | UKS Rawa Siedlce       |
| 2     | Sebastian Bryja   | UKS Regle Koscielisko  |
| 3     | Łukasz Gazurek    | NKS Trójwieś Beskidzka |
| 4     | Piotr Sobiczewski | UKS Rawa Siedlce       |
| 5     | Luděk Šeller      | Tschechien             |
| 6     | Jachym Cenek      | Slowakei               |

Datum: 25. März

Es waren 47 Läufer am Start.

### 10 km klassisch
| Platz | Name            | Verein                 | Zeit (min) |
| ----- | --------------- | ---------------------- | ---------- |
| 1     | Dominik Bury    | KS AZS-AWF Katowice    | 24:11,6    |
| 2     | Łukasz Gazurek  | Trójwieś Beskidzka     | 24:39,3    |
| 3     | Piotr Jarecki   | KS AZS-AWF Katowice    | 24:41,2    |
| 4     | Robert Bugara   | UKS Regle Kościelisko  | 24:49,7    |
| 5     | Mateusz Haratyk | NKS Trójwieś Beskidzka | 24:53,2    |
| 6     | Maciej Staręga  | UKS Rawa Siedlce       | 24:56,5    |
| 7     | Sebastian Bryja | UKS Regle Kościelisko  | 25:00,9    |
| 8     | Michał Skowron  | KS AZS-AWF Katowice    | 25:09,7    |
| 9     | Andrej Renda    | Slowakei               | 25:29,6    |
| 10    | Paweł Bryja     | UKS Regle Kościelisko  | 25:35,6    |

Datum: 26. März

Es waren 34 Läufer am Start.

### 4 × 7,5 km Staffel
| Platz | Team                                                                            | Zeit (std) |
| ----- | ------------------------------------------------------------------------------- | ---------- |
| 1     | KS AZS-AWF KatowiceMichał Skowron Dominik Bury Piotr Jarecki Kamil Bury         | 1:06:02,72 |
| 2     | UKS Regle KościeliskoRobert Bugara Jan Zwatrzko Sebastian Bryja Paweł Bryja     | 1:07:47,62 |
| 3     | NKS Trójwieś BeskidzkaMateusz Haratyk Jonasz Haratyk Jan Probosz Łukasz Gazurek | 1:11:26,46 |
| 4     | UKS Regle KościeliskoBartosz Biedron Maciej Celej Jan Wartycha Karol Stachon    | 1:12:17,78 |
| 5     | Mulks Grupa Oscar TomasAntoni Żółkiewski Emil Koper Szymon Belz Bartosz Kita    | 1:13:48,66 |
| 6     | WSS WisłaTomasz Wasowicz Piotr Palka Jakub Cieslar Dawid Pilch                  | 1:13:57,55 |

Datum: 27. März

Es waren sechs Teams am Start.

## Ergebnisse Frauen

### Sprint Freistil
| Platz | Name                | Verein                 |
| ----- | ------------------- | ---------------------- |
| 1     | Izabela Marcisz     | SS Przadki Ski         |
| 2     | Zuzanna Fujak       | NKS Trojwies Beskodzka |
| 3     | Kamila Idziniak     | Trójwieś Beskidzka     |
| 4     | Daria Szkurat       | KS Chocholow           |
| 5     | Magdalena Kobielusz | AZS AWF Katowice       |
| 6     | Weronika Jarecka    | LKS Klimczok Bystra    |

Datum: 25. März

Es waren 36 Läuferinnen am Start.

### 10 km klassisch
| Platz | Name                 | Verein                        | Zeit (min) |
| ----- | -------------------- | ----------------------------- | ---------- |
| 1     | Izabela Marcisz      | SS Przadki Ski                | 29:25,8    |
| 2     | Zuzanna Fujak        | Trójwieś Beskidzka            | 30:30,1    |
| 3     | Karolina Kalta       | LKS Markam Wisniowa-Osieczany | 30:30,3    |
| 4     | Aleksandra Kołodziej | LKS Witow Ski                 | 30:42,5    |
| 5     | Andżelika Szyszka    | MKS Halicz Ustrzyki Dolne     | 31:11,7    |
| 6     | Kamila Idziniak      | Trójwieś Beskidzka            | 31:18,3    |
| 7     | Daria Szkurat        | KS Chochołów                  | 31:23,0    |
| 8     | Oliwia Buśko         | MKS Halicz                    | 31:35,2    |
| 9     | Weronika Jarecka     | LKS Klimczok Bystra           | 32:31,0    |
| 10    | Emilia Dobija        | LKS Klimczok Bystra           | 32:55,6    |

Datum: 26. März

Es waren 29 Läuferinnen am Start.

### 4 × 5 km Staffel
| Platz | Team                                                                                         | Zeit (std) |
| ----- | -------------------------------------------------------------------------------------------- | ---------- |
| 1     | NKS Trójwieś BeskidzkaKamila Idziniak Maria Skurzok Oliwia Miesiaczek Zuzanna Fujak          | 0:58:48,44 |
| 2     | MKS Halicz Ustrzyki DolneOliwia Buśko Martyna Fundanicz Emilia Kwasnik Andżelika Szyszka     | 0:59:30,80 |
| 3     | LKS Klimczok BystraWeronika Jarecka Martyna Mandok Martyna Rosiak Emilia Dobija              | 0:59:40,08 |
| 4     | MKS IstebnaJulia Rucka Kinga Gazurek Elzbieta Zawada Martyna Michalek                        | 1:01:32,80 |
| 5     | LKS Witów Ski Mszana GórnaAleksandra Kołodziej Ewelina Kołodziej Oliwia Dawiec Nikola Smolen | 1:04:44,04 |

Datum: 27. März

Es waren sechs Teams am Start.